# Shiroposuto
Shiroposuto (jap. 白ポスト, pol. dosł. Biała skrzynka pocztowa) – z początku służyła głównie do zbierania periodyków o treści erotycznej i pornograficznej, aby nie pozostawiać ich w innych miejscach, dostępnych dla dzieci. Z czasem, gdy na rynku pojawiły się filmy dla dorosłych na kasetach VHS oraz płytach DVD, zaczęto zbierać także i je. Aczkolwiek wraz z rozwojem Internetu białe skrzynki zaczęły znikać z ulic japońskich miast.

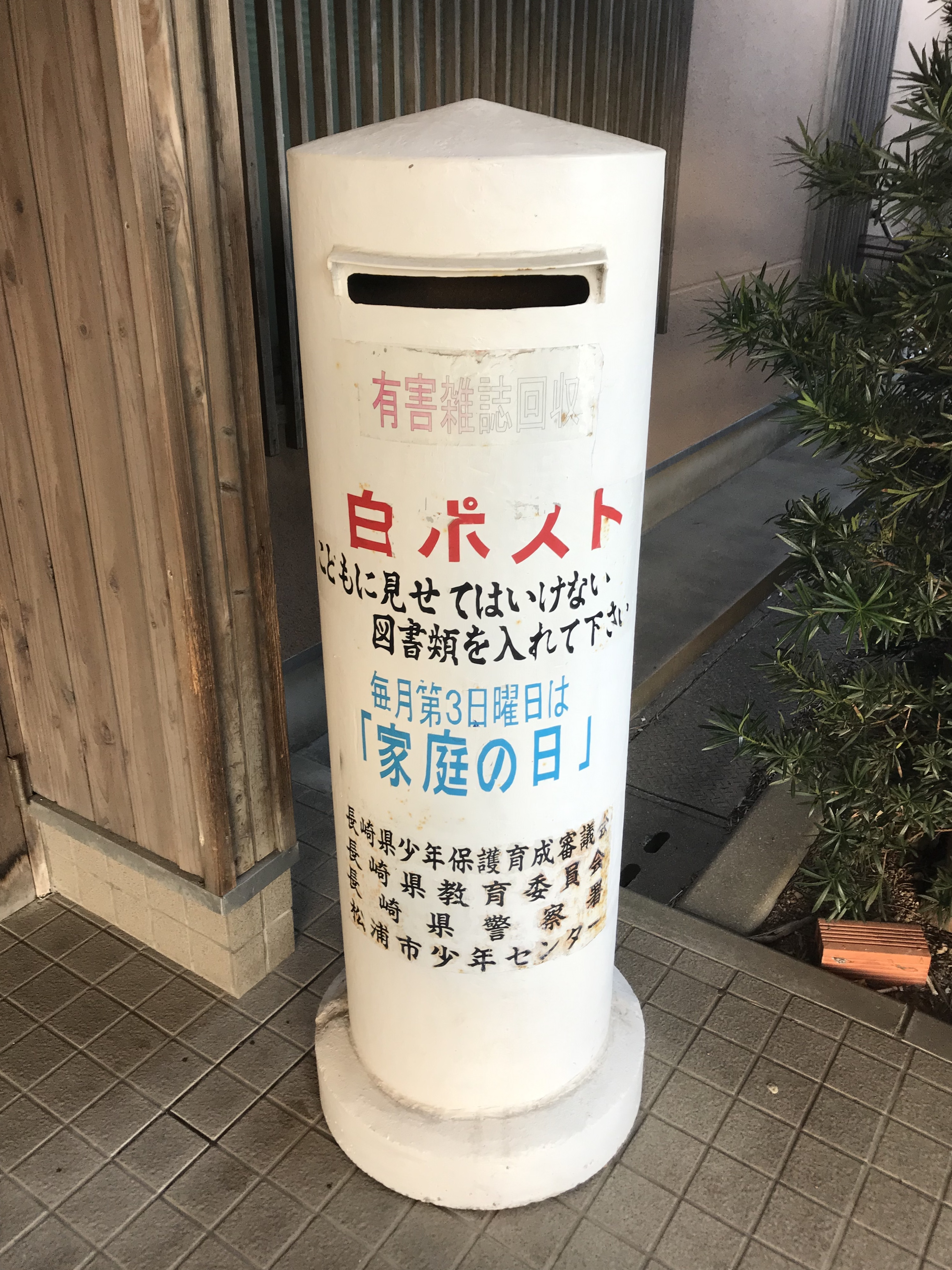
Shiroposuto (biała skrzynka pocztowa)

Białe skrzynki stworzono, by publikacje dla dorosłych były poza zasięgiem dzieci, niewyrzucane w miejscach publicznych, ani niezabierane do domu, ale wrzucane do nich.

## Historia
Uważa się, że pierwsza „biała skrzynka pocztowa” pojawiła się w 1963 roku, w mieście Amagasaki, zrobiona z beczki pomalowanej na biało w celu zbierania publikacji o charakterze pornograficznym. Następnie białe skrzynki zaczęły się pojawiać w całym kraju na dworcach kolejowych i przystankach autobusowych jako reakcja na „akcję mającą na celu usuwanie niewłaściwych publikacji”, która rozpoczęła się w latach 50. ubiegłego wieku. Z powodu rozwoju Internetu i obciążenia administracyjnego, białe skrzynki stały się rzadkością w Japonii.